# Dawa
Dawa (en chino, 大洼; pinyin, Jìnghú, léase Ching-Ju) es desde 2016 un distrito urbano bajo la administración directa de la Prefectura Panjin  en la Provincia de Liaoning, República Popular China.  Su área es de 1723 km² y su población total para 2010 superó los 430 mil habitantes. 

## Administración
Desde julio de 2023, el  Distrito Dawa  se divide en 16 pueblos que se administran en 6 subdistritos y 10 poblados.